# Paragymnopleurus melanarius
Paragymnopleurus melanarius là một loài bọ cánh cứng trong họ Bọ hung (Scarabaeidae).